# ガナー・ホグランド (野球)
ガナー・トーマス・ホグランド（Gunnar Thomas Hoglund, 1999年12月17日 - ）は、アメリカ合衆国フロリダ州ピネラス郡ダニーデン出身のプロ野球選手（投手）。右投右打。MLBのアスレチックス所属。

## 経歴
2018年のMLBドラフト1巡目戦力均衡ラウンドA（全体36位）でピッツバーグ・パイレーツから指名されたが、契約せずにミシシッピ大学へ進学した。
初年度の2019年は17試合（先発16試合）に登板して3勝3敗、防御率5.29、53奪三振を記録した。
2年目の2020年は4試合に先発登板して3勝0敗、防御率1.16、37奪三振を記録した。
3年目の2021年は5月にトミー・ジョン手術を受けた。
2021年のMLBドラフトでは、1巡目（全体19位）でトロント・ブルージェイズから指名され、16日に契約を結んだ（契約金は約320万ドル）。この年は手術の影響でマイナーリーグの公式戦には出場しなかった。
2022年3月16日にマット・チャップマンとのトレードで、ザック・ローグ、ケビン・スミス、カービー・スニードと共にオークランド・アスレチックスへ移籍した。
2022年7月中旬にルーキー級アリゾナ・コンプレックスリーグ・アスレチックスでリハビリ登板中にプロデビューを果たし、2試合後にA級ストックトン・ポーツに配属された。2チームで合計8イニングを投げ、自責点はゼロだった。
2023年はA級ストックトンで開幕を迎え、シーズン中にA+級のランシング・ラグナッツとAA級ミッドランド・ロックハウンズに昇格した。3チームで合計16回先発登板し、61イニングで2勝5敗、防御率6.05、46奪三振を記録した。
2024年はAA級ミッドランドとAAAラスベガス・アビエイターズでプレーし、9勝7敗、防御率3.44、119奪三振を記録した。
11月19日にルール・ファイブ・ドラフトでの流出を防ぐため40人枠入りした。
2025年は開幕をAAA級ラスベガスで迎え 、1勝2敗、防御率2.43、30奪三振を記録した。5月2日にマイアミ・マーリンズ戦でメジャーデビューを果たし、6イニングを投げて6安打、1失点、7奪三振の成績でメジャー初勝利を挙げた。

## 選手としての特徴
92〜95mphの速球と80mph台中盤のスライダーに、チェンジアップ、カーブを投げ込み、制球力も申し分ない。